# Bischleben

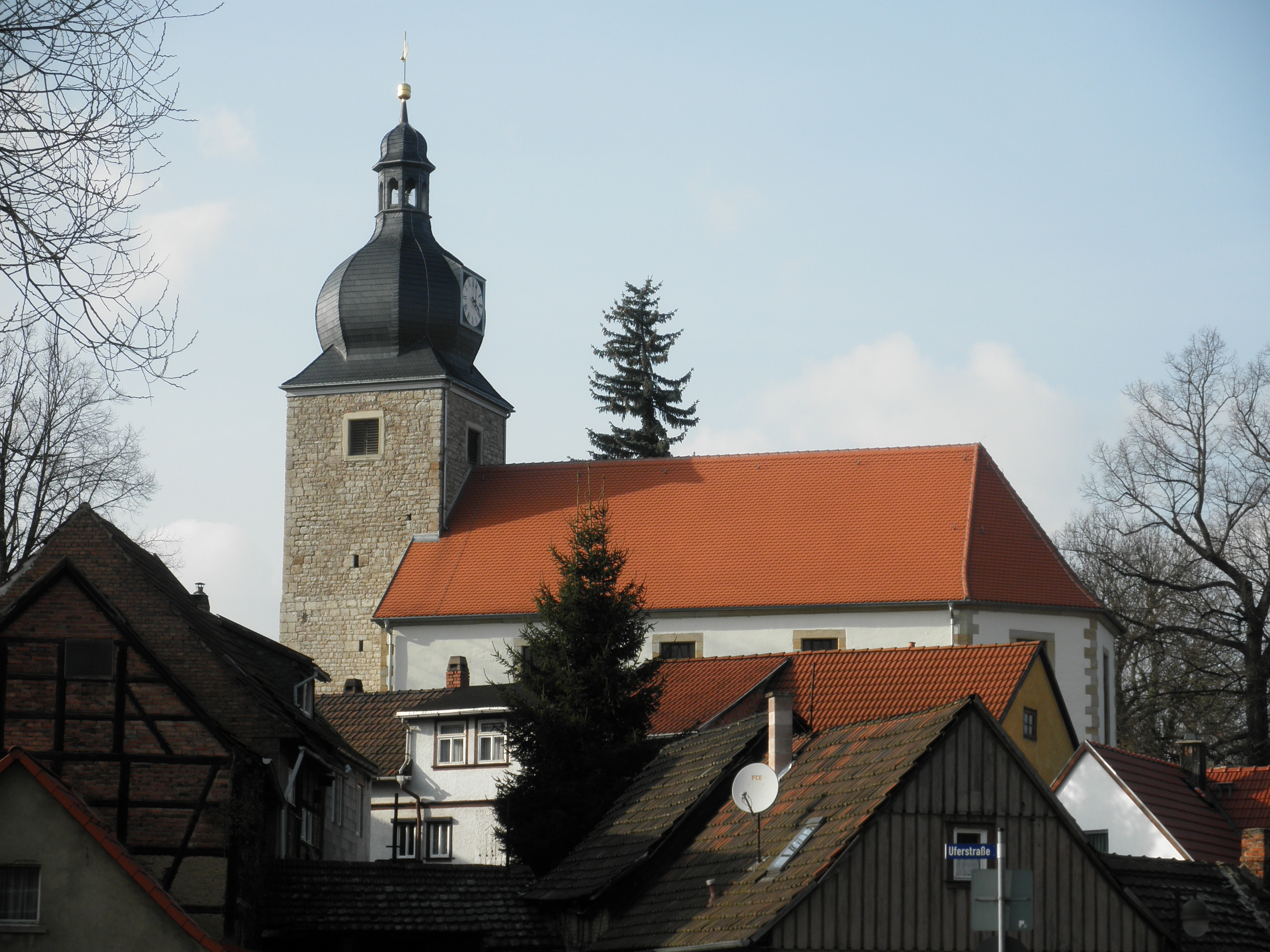
Der Dorfkern mit Kirche von Westen

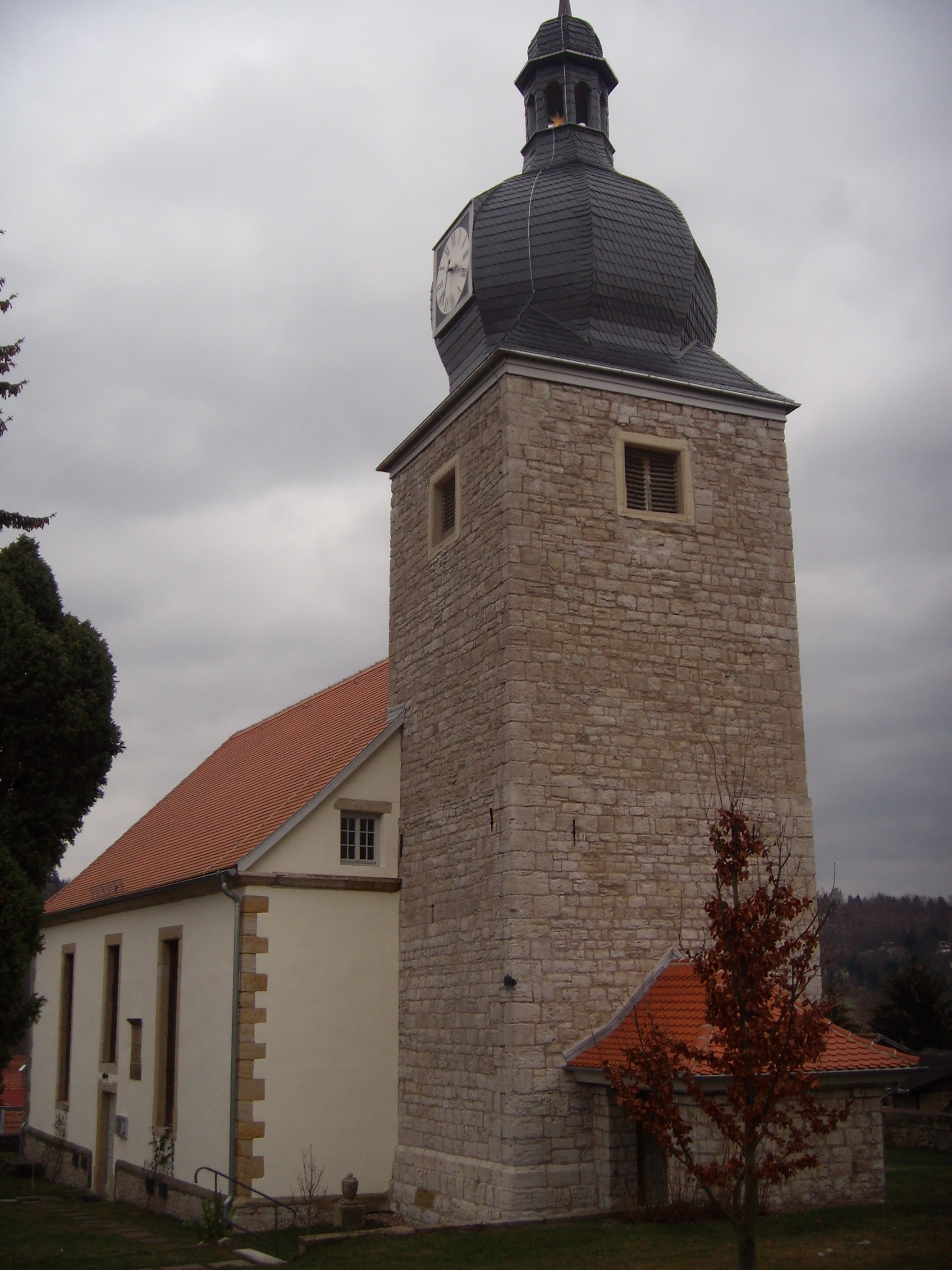
St.-Benignus-Kirche von Norden

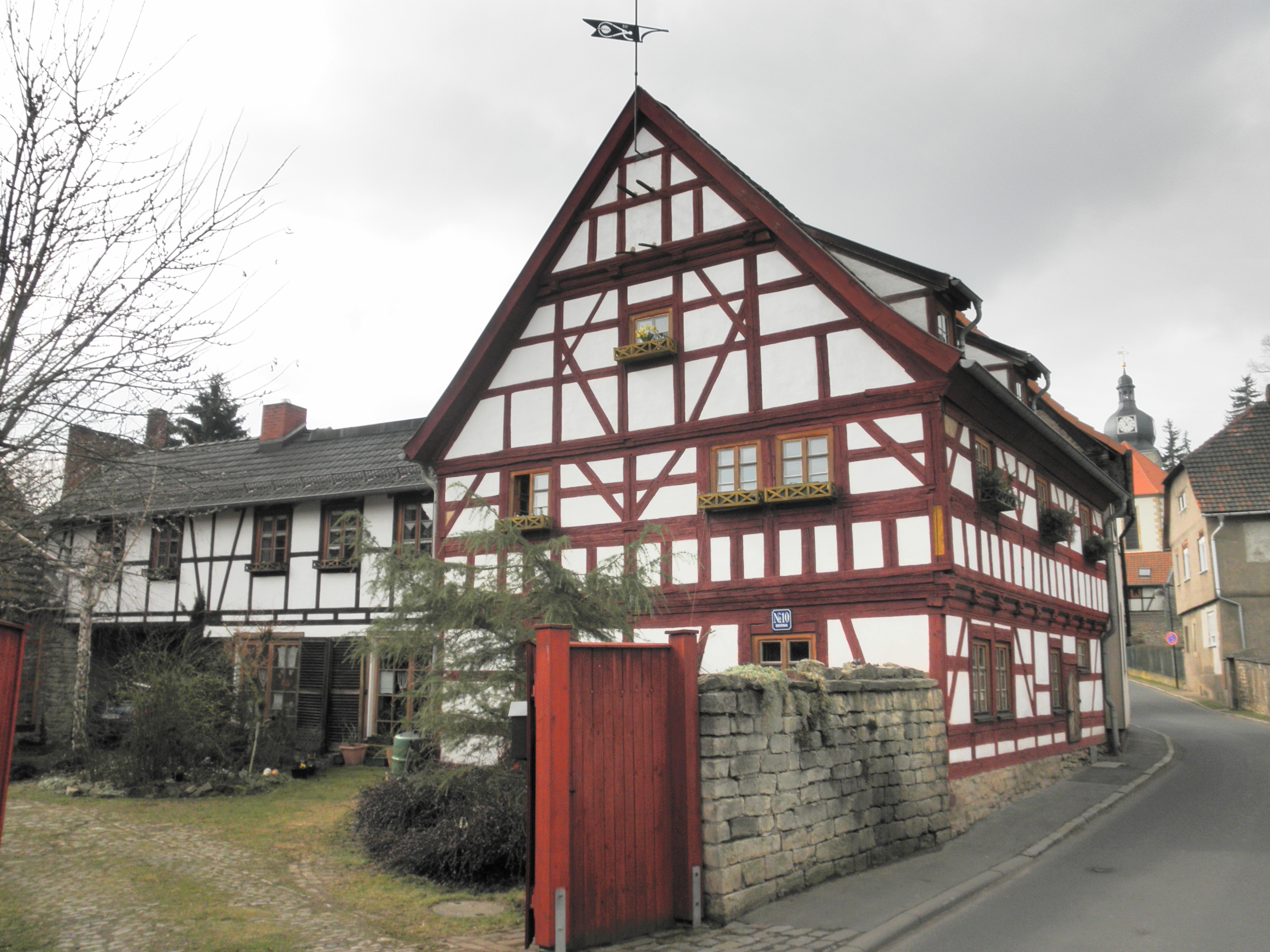
Fachwerk-Gehöft

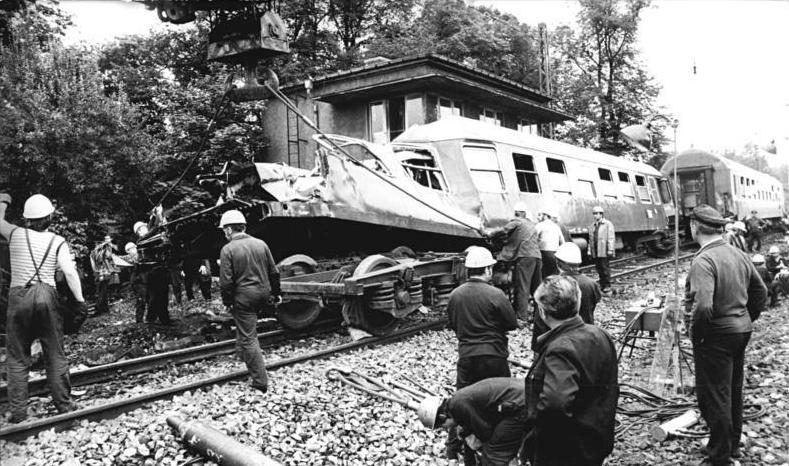
Eisenbahnunglück 1981

Bischleben ist mit Stedten an der Gera ein Teil des Ortsteils Bischleben-Stedten der thüringischen Landeshauptstadt Erfurt.
Die beiden zu einem Siedlungsgebiet zusammengewachsenen Orte bilden bereits seit 1923 die Gemeinde Bischleben-Stedten.

## Geografie
Bischleben liegt etwa sechs Kilometer südwestlich des Stadtzentrums an der Gera in etwa 210 Metern Höhe. Die Gera bildet in diesem Gebiet einen Taldurchbruch zwischen den Hängen des Steigerwaldes im Osten und einer Hochfläche, die bis zu den Fahner Höhen im Nordwesten ansteigt. An der Schmiraer Höhe erreicht diese Hochfläche 312 Meter Höhe, während der Steigerwald bei Bischleben bis auf rund 330 Meter ansteigt. Nachbarorte im Geratal sind Hochheim im Norden und Möbisburg-Rhoda im Süden. Im Nordwesten liegt Schmira, während sich Ingersleben südwestlich befindet. Die Hänge des Geratals sind Standort zahlreicher Kleingartenanlagen und Gärtnereien. Weiter östlich befinden sich die Waldgebiete des Steigerwaldes, während Teile der Talfläche sowie die westliche Hochfläche landwirtschaftlich genutzt werden.
Der alte Ortskern Bischlebens liegt um die Kirche auf der Ostseite des Bahnhofs, während sich der Stedtener Dorfkern gut einen Kilometer weiter südlich am Westrand des Tals befindet.
Aufgrund seiner Tallage ist Bischleben vergleichsweise häufig von Hochwasser betroffen, wobei vor allem unbebaute Flächen in der Gera-Aue überschwemmt werden. Die Auenlandschaft hat eine wichtige Schutzfunktion für die flussabwärts gelegene Erfurter Innenstadt, sodass das Gebiet ein Schwerpunkt von Maßnahmen zur Verbesserung des Hochwasserschutzes in Erfurt ist.

## Geschichte
Bischleben wurde 1184 erstmals urkundlich erwähnt. In der Zeit entstand wahrscheinlich auch die dem heiligen Benignus geweihte Dorfkirche, deren Turm noch romanische Teile enthält.
Seit 1298 war der Ort Sitz der Herren von Bischofsleben. 1333 kam der Ort an die Grafen von Gleichen, 1385 an Gleichen-Tonna, 1403 bis 1423 pfandweise an Erfurt, 1426 wieder an die Grafen von Gleichen und 1444 an die Herzöge von Sachsen. Unter sächsischer Oberhoheit behielten die Grafen von Gleichen das Dorf und verliehen es weiterhin. Nach der Leipziger Teilung kam der Ort zum Besitz der Ernestiner und wurde dem Amt Wachsenburg angegliedert. Zum ernestinischen Herzogtum und späteren Freistaat Sachsen-Gotha gehörte das Dorf bis 1920. Danach zählte es zum Landkreis Gotha und gehörte zu Thüringen, während das nur fünf Kilometer entfernt liegende Erfurt zur preußischen Provinz Sachsen gehörte. 1626 gab es in Bischleben eine schwere Pestepidemie, die fast 100 Einwohner tötete.
1847 erhielt Bischleben einen Eisenbahnanschluss an der Thüringer Bahn, die heute dreigleisig ausgebaut ist und auch dem Fernverkehr von Leipzig nach Frankfurt am Main dient. Die Bahnstrecke bescherte dem Ort im 19. Jahrhundert einen großen Aufschwung. So wurden zahlreiche neue Straßen angelegt und die Einwohnerzahl verfünffachte sich in der Zeit bis zum Zweiten Weltkrieg. Im Ort siedelten sich mehrere Industriebetriebe an, die die Wirtschaft belebten und für einen Aufschwung sorgten.
Bischleben war ein beliebtes Naherholungsziel der Erfurter. Als Ausflugsgaststätten gab es das „Bergschlösschen“ (1945 durch Munitions-Explosion vernichtet), das „Cafe Bachstelzenweg“, das „Schloss Lindenhöhe“, das „Gasthaus zum Löwen“, den Gasthof „Deutscher Kaiser“, das „Cafe Friedenstein“ und das „Gasthaus Stedten“. Heute (2016) existiert nur noch das Bachstelzen-Cafe. Der „Deutsche Kaiser“ wurde zum Lager einer Agrar-Genossenschaft.
1923 folgte die Eingemeindung Stedtens nach Bischleben. Nach dem Zweiten Weltkrieg wurde Thüringen um die vormals preußischen Gebiete erweitert, sodass erstmals zwischen Erfurt und Bischleben keine Grenze mehr lag. So folgte 1950 die Eingemeindung Bischlebens (mit dem Ortsteil Stedten) nach Erfurt. Zuvor hatte der Ort sich bereits zu einem beliebten Wohnort mit guter Verbindung in die Stadt in reizvoller landschaftlicher Lage entwickelt.
In Bischleben ereignete sich auf der Bahnstrecke am 11. Juni 1981 das schwerste Zugunglück in der Geschichte Thüringens in Friedenszeiten
(siehe auch Eisenbahnunfall von Erfurt-Bischleben).
Dabei fuhr der Interzonenzug 1453 von Düsseldorf nach Karl-Marx-Stadt (heute Chemnitz) mit erlaubten 120 km/h auf eine durch zu große Sonneneinstrahlung entstandene Gleisverwerfung im Bahnhof auf und entgleiste trotz Schnellbremsung. Dabei starben 14 Menschen, 93 wurden zum Teil schwer verletzt.
Schon am 6. Juni 1972 entgleiste im Bahnhof Bischleben ein Schnellzug, betroffen waren die letzten drei Wagen des D 49 Meiningen–Berlin. Dabei wurden 10 Personen schwer und weitere leicht verletzt.
Ein weiteres Unglück hatte sich bei Bischleben am 10. Mai 1945 ereignet, als im Bahnhof ein amerikanischer Munitionszug explodierte. Dabei starben zwei Menschen und es kam zu erheblichen Schäden an Gebäuden in Bahnhofsnähe. So wurde die hochgelegene Ausflugsgaststätte „Bergschlösschen“ weggerissen, die den ganzen Raum zwischen Bahnhof, Kirche und Gera ausgefüllt hatte. Eine größere Katastrophe wurde nur durch die Geistesgegenwart des Eisenbahners Werner Kühne verhindert, der unter Lebensgefahr einen Teil der Waggons entkoppelte. Zu Ehren seines Handelns wurde 1999 eine Straße in Bahnhofnähe Werner-Kühne-Straße benannt.
Zu DDR-Zeiten ging die Einwohnerzahl Bischlebens aufgrund der allgemeinen Landflucht wieder zurück. Nach der Wiedervereinigung stabilisierte sie sich dann bei rund 1.700. Anders als in den meisten anderen zu Erfurt gehörigen Dörfern wurden in Bischleben in dieser Zeit keine großflächigen Neubausiedlungen ausgewiesen, da die Landschaft durch die zahlreichen Gartenanlagen bereits in größerem Maße zersiedelt ist und ausreichend hochwassergeschützte Flächen nicht zur Verfügung stehen. 1994 führte die Gera ein großes Osterhochwasser, bei dem am Pegel im nahen Möbisburg ein Stand von 4,18 Meter gemessen wurde. Das Hochwasser richtete im Dorf erhebliche Schäden an.

### Einwohnerentwicklung
Im Jahre 1843:0392 (Bischleben:0270; Stedten: 122 Einwohner) und im Jahre 1910: 1326 (Bischleben: 1203; Stedten: 123 Einwohner)
| Jahr      | 1939 | 1990 | 1995 | 2000 | 2005 | 2010 | 2015 | 2020 | 2021 |
| --------- | ---- | ---- | ---- | ---- | ---- | ---- | ---- | ---- | ---- |
| Einwohner | 2103 | 1624 | 1581 | 1600 | 1696 | 1676 | 1628 | 1594 | 1593 |

## Wirtschaft und Infrastruktur

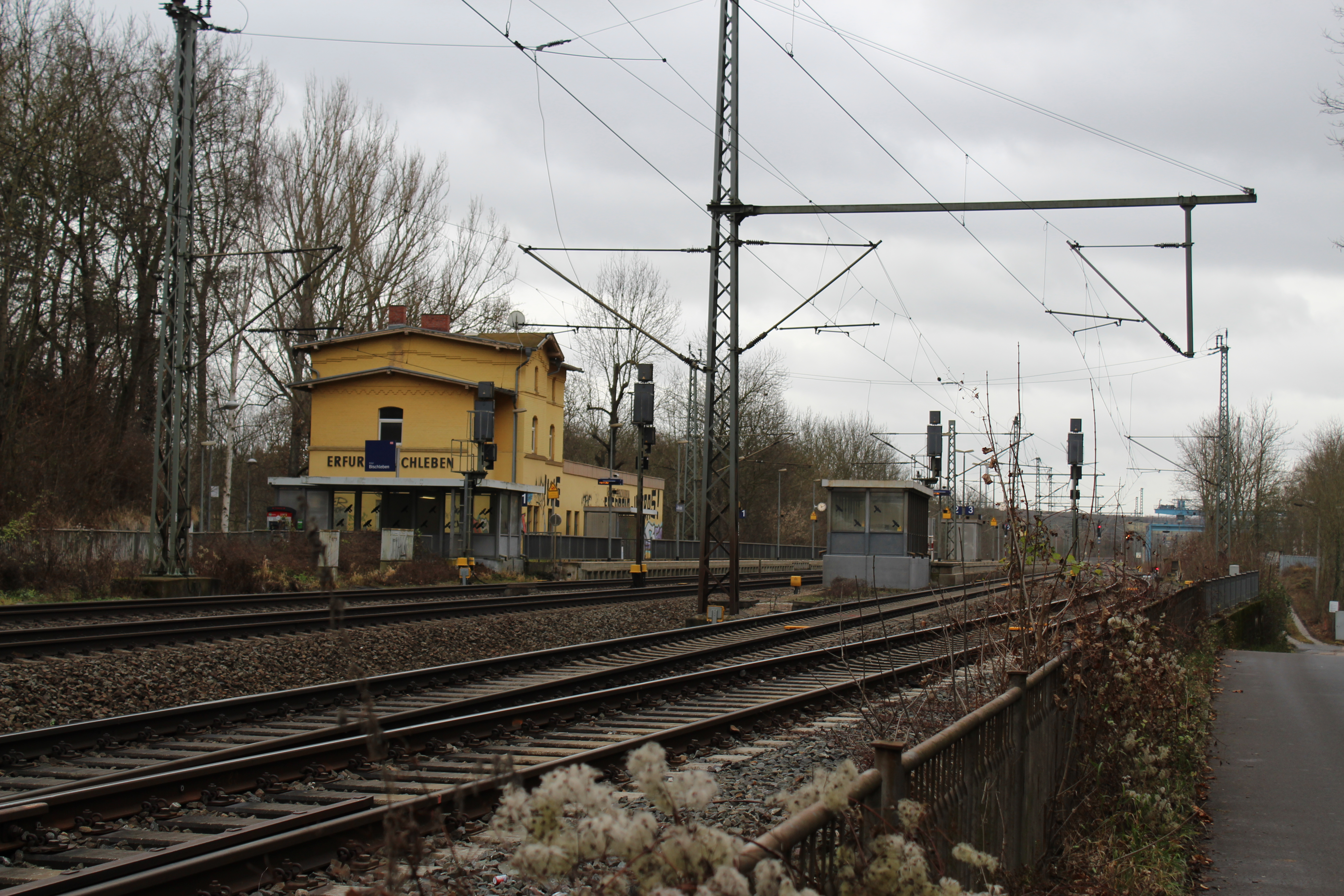
Bahnhof Erfurt-Bischleben (2018)

Nach der Stilllegung der meisten Industriebetriebe (u. a. die Bischlebener Mühle, welche zu Loftwohnungen umgebaut wurde) ist Bischleben-Stedten heute vor allem ein Wohnvorort. Darüber hinaus spielt der Gartenbau eine gewisse Rolle. Westlich des Bahnhofs bestand bis nach der Wiedervereinigung eine Fabrik des Unternehmens Artur Jungk KG bzw. des VEB Feuerungsanlagenbau Erfurt. Deren Areal wird heute teilweise gewerblich nachgenutzt, teilweise liegt es brach.
Bischleben verfügt seit 1847 über einen Bahnhof an der Thüringer Bahn. Dieser wird stündlich von den Regionalbahnenlinien RB  20 (Abellio Rail Mitteldeutschland) Leipzig nach Eisenach und  RB 23/RB 46 (ErfurterBahn) Erfurt nach Saalfeld/Ilmenau angefahren. Zusätzlich bestehen verschiedene Busverbindungen in andere Orte des Geratals und nach Erfurt. Straßen verbinden Bischleben mit Hochheim im Norden, Möbisburg im Süden, Ingersleben im Westen und Molsdorf im Südwesten. Über die Anschlussstelle Erfurt-West besteht eine Anbindung an die Bundesautobahn 4.
Durch Bischleben-Stedten führen der Radfernweg Thüringer Städtekette und der Gera-Radweg von Erfurt nach Gotha bzw. Arnstadt. Nordwestlich des Ortes verläuft die Schnellfahrstrecke Nürnberg–Erfurt mit dem Tunnel Augustaburg und der Geratalbrücke Bischleben.

## Sehenswürdigkeiten
- Dorfkirche St. Benignus

Weitere Kulturgüter sind der Liste der Kulturdenkmale in Bischleben-Stedten zu entnehmen.

## Persönlichkeiten
- Johann Ernst Wenigk (1702–1745), Geistlicher, Theologe und Kirchenlieddichter
- Christoph von Keller (1757–1827), Politiker, preußischer Gesandter, geboren in Stedten
- Ludwig von Keller (1760–1835), Politiker, preußischer Landrat, geboren in Stedten
- Maria Barjatinskaja, geb. Marie Wilhelmine Luise von Keller (1792–1858), verheiratet mit Iwan Iwanovitsch Barjatinski, geboren in Stedten,
- Eduard von Keller (1796–1877), Verwaltungsbeamter, geboren in Stedten
- Gustav von Keller (1805–1897), preußischer Beamter und Politiker, geboren in Stedten
- Uwe Bremer (* 1940), Maler und Grafiker, geboren in Bischleben
- Marion Walsmann (* 1963), Politikerin (CDU), wuchs als Marion Schau in Bischleben auf